# The Tragic Treasury: Songs from A Series of Unfortunate Events
The Tragic Treasury: Songs from A Series of Unfortunate Events — второй альбом группы The Gothic Archies, вышедший в 2006 году. 

## Об альбоме
The Tragic Treasury: Songs from A Series of Unfortunate Events сборник песен, выпущенных вместе с 13 аудиокнигами «33 несчастья», по одной песне для каждой аудиокниги. Также альбом включает 2 дополнительные записи: «Walking My Gargoyle» — песня из 9 книги «Кровожадный карнавал», и «We Are the Gothic Archies» — гимн группы.

## Список композиций
1. Scream & Run Away
2. In The Reptile Room
3. The World Is A Very Scary Place
4. Dreary, Dreary
5. When You Play The Violin
6. This Abyss
7. Crows
8. Smile! No One Cares How You Feel
9. Freakshow
10. How Do You Slow This Thing Down?
11. A Million Mushrooms
12. Things Are Not What They Appear
13. Shipwrecked
14. Walking My Gargoyle
15. We Are The Gothic Archies

## Участники записи
- Стефин Мерритт — солист The Gothic Archies
- Лемони Сникет / Дэниел Хэндлер — аккордеон
- Джон Ву — электро-ситар